# 伴信彦
伴 信彦（ばん のぶひこ、1963年7月 - ）は、日本の放射線医学者、環境省原子力規制委員会委員長代理。

## 略歴
- 1988年（昭和63年）3月 東京大学大学院医学系研究科修士課程修了
- 1988年（昭和63年）4月 動力炉・核燃料開発事業団入社
- 1993年（平成5年）4月 東京大学医学部助手
- 1998年（平成10年）4月 博士（医学）取得（東京大学）[1]
- 1998年（平成10年）4月 大分県立看護科学大学看護学部講師
- 2004年（平成16年）4月 看護学部助教授
- 2011年（平成23年）4月 東京医療保健大学東が丘看護学部教授
- 2015年（平成27年）9月19日 原子力規制委員会委員[2]
- 2024年 (令和6年) 9月 原子力規制委員会委員長代理

## 活動
- 国際放射線防護委員会 (ICRP) 第１専門委員会委員、原子放射線の影響に関する国連科学委員会 (UNSCEAR) 日本代表団メンバーとして、放射線影響に関する国際的な議論に参加し、最新の学術的知見の評価に取り組む。
- 放射線影響と防護の第一人者として、国や自治体、各種機関の委員会等において、放射線の被ばくと健康影響に関する課題の検討に参画する。
- 日本保健物理学会「暮らしの放射線Q&A活動委員会」委員長として、放射線をめぐる様々な質問への回答を取りまとめるなど、放射線影響・リスクに関する科学的な知識の普及に努める。 - 原子力規制委員会HPより